# مايك والش (لاعب هوكي الجليد)
مايك والش (بالإنجليزية: Mike Walsh)‏ هو لاعب هوكي الجليد أمريكي، ولد في 3 أبريل 1962 في نيويورك في الولايات المتحدة.

## وصلات خارجية
- مايك والش على موقع دوري الهوكي الوطني (الإنجليزية)
- مايك والش على موقع قاعة مشاهير الهوكي (لاعب أن.إتش.أل) (الإنجليزية)
- مايك والش على موقع EliteProspects.com (الإنجليزية)
- مايك والش على موقع HockeyDB.com (الإنجليزية)
- مايك والش على موقع Hockey-Reference.com (الإنجليزية)